# Liste des régions urbaines du Royaume-Uni
Au Royaume-Uni, une agglomération (conurbation) est définie comme la réunion de régions urbaines ne formant plus qu'un seul et même ensemble continu. Le terme de région urbaine (urban area ou conurbation) comprend les zones construites (zones sur lesquelles des structures sont bâties), les corridors de transport (voies, routes, autoroutes, etc), les installations de transport (aéroports, aérodromes, parkings, etc) et les surfaces complètement entourées de zones construites.  
Le concept de Ceinture verte a été introduit au Royaume-Uni afin de stopper l'extension des agglomérations.
| Rang | Région urbaine                                    | Population (Recensement de 2001) | Villes , | Principales villes,                                       |
| ---- | ------------------------------------------------- | -------------------------------- | -------- | --------------------------------------------------------- |
| 1    | Région urbaine de Londres                         | 8 278 251                        | 67       | Croydon, Barnet, Ealing, Bromley                          |
| 2    | Région urbaine des West Midlands                  | 2 284 093                        | 22       | Birmingham, Wolverhampton, Dudley, Walsall                |
| 3    | Région urbaine de Manchester                      | 2 240 230                        | 57       | Manchester, Bolton, Stockport, Oldham                     |
| 4    | Région urbaine du West Yorkshire                  | 1 499 465                        | 26       | Leeds, Bradford, Huddersfield, Wakefield                  |
| 5    | Région urbaine de Glasgow                         | 1 168 270                        | 38       | Glasgow, Paisley, Coatbridge, Motherwell                  |
| 6    | Tyneside                                          | 879 996                          | 25       | Newcastle upon Tyne, South Shields, Gateshead, Washington |
| 7    | Région urbaine de Liverpool                       | 816 216                          | 8        | Liverpool, St Helens, Bootle, Huyton-with-Roby            |
| 8    | Région urbaine de Nottingham                      | 666 358                          | 15       | Nottingham, Beeston and Stapleford, Carlton, Long Eaton   |
| 9    | Région urbaine de Sheffield                       | 640 720                          | 7        | Sheffield, Rotherham, Chapeltown, Mosborough/Highlane     |
| 10   | Région urbaine de Bristol                         | 551 066                          | 7        | Bristol, Kingswood, Mangotsfield, Stoke Gifford           |
| 11   | Grand Belfast                                     | 483 418                          | 7        | Belfast, Bangor, Lisburn, Newtownabbey                    |
| 12   | Région urbaine de Brighton/Worthing/Littlehampton | 461 181                          | 10       | Brighton, Worthing, Hove, Littlehampton                   |
| 13   | Édimbourg                                         | 452 194                          | 2        | Édimbourg, Musselburgh                                    |
| 14   | Région urbaine de Portsmouth                      | 442 252                          | 7        | Portsmouth, Gosport, Waterlooville, Fareham               |
| 15   | Région urbaine de Leicester                       | 441 213                          | 12       | Leicester, Wigston, Oadby, Birstall                       |
| 16   | Région urbaine de Bournemouth                     | 383 713                          | 5        | Bournemouth, Poole, Christchurch, New Milton              |
| 17   | Région urbaine de Reading/Wokingham               | 369 804                          | 5        | Reading, Bracknell, Wokingham, Crowthorne                 |
| 18   | Teesside (en)                                     | 365 323                          | 7        | Middlesbrough, Stockton-on-Tees, Redcar, Billingham       |
| 19   | Région urbaine de Potteries                       | 362 403                          | 3        | Stoke-on-Trent, Newcastle-under-Lyme, Kidsgrove           |
| 20   | Région urbaine de Coventry/Bedworth               | 336 452                          | 3        | Coventry, Bedworth, Exhall                                |
| 21   | Région urbaine de Cardiff                         | 327 706                          | 4        | Cardiff, Penarth, Dinas Powys, Radyr                      |
| 22   | Région urbaine de Birkenhead                      | 319 675                          | 5        | Birkenhead, Ellesmere Port, Wallasey, Bebington           |
| 23   | Région urbaine de Southampton                     | 304 400                          | 3        | Southampton, Eastleigh, Bishopstoke                       |
| 24   | Kingston-upon-Hull                                | 301 416                          | 1        | Kingston-upon-Hull                                        |
| 25   | Région urbaine de Swansea                         | 270 506                          | 4        | Swansea, Neath, Port Talbot                               |